# Bidayuha
Bidayuha, monotipski biljni rod  iz porodice kozlačevki dio tribusa Schismatoglottideae, potporodica Aroideae. 
Jedina vrsta je B. crassispatha, endem sa Bornea (Sarawak)
Ime roda dolazi prema po dajačkim plemenima koja žive na području gdje ta biljka raste, a kolektivo su poznati kao Bidayuh

## Vanjske poveznice
|  | Zajednički poslužitelj ima još gradiva o temi Bidayuha crassispatha |
|  | Wikivrste imaju podatke o taksonu Bidayuha                          |